# ولی (خدمتکار)

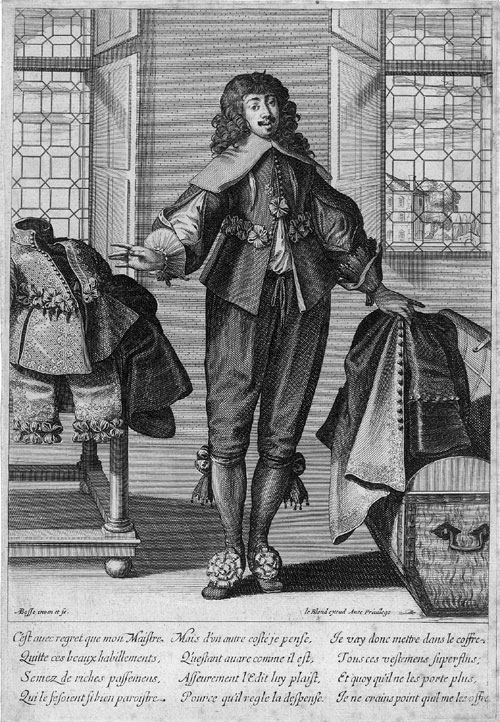
یک ولی دو شامبرا در قرن هفدهم.

یک وَلِی (به انگلیسی: Valet) یا وارلِت (به انگلیسی: Varlet) مردی خدمتکار است که برای این‌که همراه شخصی استخدام‌کنندهٔ خود باشد، استخدام شده‌است. در قرون وسطی و رژیم پیشین (هرچند که منابع نشان می‌دهند این نوع خدمتکاری تا سدهٔ بیستم هم دیده شده‌است)، ولی دو شامبرا نقشی برای درباریان جوان و متخصصان مانند هنرمندان در یک دربار سلطنتی بود، اما اصطلاح «وَلِی» به خودی خود، اغلب به معنای خدمتکاری معمولی بود که مسئول لباس‌ها، متعلقات شخصی و همچنین پیگیری قرارهای جزئی کارفرمایش بود. در ایالات متحدهٔ آمریکا، این اصطلاح اغلب برای یک خدمتکار پارکینگ استفاده می‌شود و این نقش اغلب با باتلر اشتباه گرفته می‌شود.